# Руське Байбаково
Руське Байба́ково (рос. Русское Байбаково, башк. Урыҫ-Байбаҡ) — присілок у складі Мішкинського району Башкортостану, Росія. Входить до складу Камеєвської сільської ради.
Населення — 107 осіб (2010; 111 у 2002).
Національний склад:
- марійці — 81 %